# Vladimir Kharatyan
Vladimir Samvelovich Kharatyan (tiếng Nga: Владимир Самвелович Харатян; sinh ngày 14 tháng 7 năm 1996) là một cầu thủ bóng đá người Nga thi đấu cho FC Kolomna.

## Sự nghiệp câu lạc bộ
Anh có màn ra mắt tại Giải bóng đá chuyên nghiệp quốc gia Nga cho FC Kolomna vào ngày 18 tháng 8 năm 2017 trong trận đấu với FC Veles Moskva.